# Vliegvelden gesorteerd naar IATA-code P
Dit is een lijst van vliegvelden gesorteerd op IATA-code met de beginletter P.
| IATA | ICAO | Luchthaven                     | Stad                             | Land                   |
| ---- | ---- | ------------------------------ | -------------------------------- | ---------------------- |
| PAD  | EDLP | Paderborn/Lippstadt            | Paderborn                        | Duitsland              |
| PAE  | KPAE | Snohomish County               | Everett                          | Verenigde Staten       |
| PAP  | MTPP | Toussaint Louverture           | Port-au-Prince                   | Haïti                  |
| PAR  |      | Alle luchthavens               | Parijs                           | Frankrijk              |
| PAS  | LGPA | Paros                          | Paros                            | Griekenland            |
| PBC  | MMPB | Hermanos Serdan Intl           | Puebla                           | Mexico                 |
| PBH  | VQPR | Paro                           | Paro                             | Bhutan                 |
| PBM  | SMJP | Johan Adolf Pengel             | Zanderij                         | Suriname               |
| PBT  |      | Puerto Leda                    | Puerto Leda                      | Paraguay               |
| PCL  | SPCL | David Abenzur Rengifo          | Pucallpa                         | Peru                   |
| PDG  | WIPT | Minangkabau                    | Padang                           | Indonesië              |
| PDL  | LPPD | Joao Paulo II                  | Ponta Delgada                    | Portugal               |
| PDV  | LBPD | Krumovo                        | Plovdiv                          | Bulgarije              |
| PDX  | KPDX | Portland International         | Portland                         | Verenigde Staten       |
| PED  | LKPD | Pardubice Airport              | Pardubice                        | Tsjechië               |
| PEG  | LIRZ | St. Francis of Assisi          | Perugia                          | Italië                 |
| PEK  | ZBAA | Peking Capital                 | Peking                           | China                  |
| PEM  | SPTU | Padre Aldamiz                  | Puerto Maldonado (Madre de Dios) | Peru                   |
| PEN  | WMKP | Penang Intl                    | Penang                           | Maleisië               |
| PER  | YPPH | Perth Intl                     | Perth                            | Australië              |
| PEW  | OPPS | Peshawar                       | Pesjawar                         | Pakistan               |
| PFO  | LCPH | Paphos International           | Paphos                           | Cyprus                 |
| PGF  | LFMP | Rivesaltes                     | Perpignan                        | Frankrijk              |
| PHC  | DNPO | Port Harcourt                  | Port Harcourt                    | Nigeria                |
| PHE  | YPPD | Port Hedland Intl              | Port Hedland                     | Australië              |
| PHF  | KPHF | Newport News International     | Newport News                     | Verenigde Staten       |
| PHL  | KPHL | Philadelphia International     | Philadelphia                     | Verenigde Staten       |
| PHS  | VTPP | Phitsanulok                    | Phitsanulok                      | Thailand               |
| PHX  | KPHX | Sky Harbor Intl                | Phoenix                          | Verenigde Staten       |
| PIE  | KPIE | St.Pete-Clearwater Int         | Saint Petersburg                 | Verenigde Staten       |
| PIK  | EGPK | Prestwick                      | Glasgow                          | Verenigd Koninkrijk    |
| PIS  | LFBI | Biard                          | Poitiers                         | Frankrijk              |
| PIT  | KPIT | Pittsburgh International       | Pittsburgh                       | Verenigde Staten       |
| PJA  | ESUP | Pajala-Yllas                   | Pajala                           | Zweden                 |
| PKC  | UHPP | Petropavlovsk-Kamtsjatski      | Petropavlovsk-Kamchatsky         | Rusland                |
| PKX  | ZBAD | Peking-Daxing                  | Peking                           | China                  |
| PLM  | WIPP | S M Badaruddin II              | Palembang                        | Indonesië              |
| PLQ  | EYPA | Palanga                        | Palanga                          | Litouwen               |
| PLZ  | FAPE | Port Elizabeth                 | Port Elizabeth                   | Zuid-Afrika            |
| PMC  | SCTE | El Tepual                      | Puerto Montt                     | Chili                  |
| PMF  | LIMP | Parma                          | Parma                            | Italië                 |
| PMI  | LEPA | Palma de Mallorca              | Palma de Mallorca                | Spanje                 |
| PMO  | LICJ | Punta Raisi                    | Palermo                          | Italië                 |
| PMV  | SVMG | Del Caribe Intl Gen Sant/Maria | Margarita                        | Venezuela              |
| PNA  | LEPP | Pamplona                       | Pamplona                         | Spanje                 |
| PNH  | VDPP | Pochentong Intl                | Phnom Penh                       | Cambodja               |
| PNL  | LICG | Pantelleria                    | Pantelleria                      | Italië                 |
| PNR  | FCPP | Pointe-Noire                   | Pointe-Noire                     | Congo-Brazzaville      |
| POG  | FOOG | Port-Gentil                    | Port-Gentil                      | Gabon                  |
| POM  | AYPY | Jacksons                       | Port Moresby                     | Papoea-Nieuw-Guinea    |
| POP  | MDPP | Gregorio Luperon Intl          | Puerto Plata                     | Dominicaanse Republiek |
| POS  | TTPP | Piarco Intl                    | Port of Spain                    | Trinidad en Tobago     |
| POT  | MKKJ | Ken Jones                      | Port Antonio                     | Jamaica                |
| POZ  | EPPO | Lawica                         | Poznań                           | Polen                  |
| PPG  | NSTU | Pago Pago Intl                 | Pago Pago                        | Amerikaans-Samoa       |
| PPS  | RPVP | Puerto Princesa                | Puerto Princesa                  | Filipijnen             |
| PPT  | NTAA | Faaa                           | Tahiti                           | Frans-Polynesië        |
| PRG  | LKPR | Ruzyne                         | Praag                            | Tsjechië               |
| PRN  | LYPR | Pristina                       | Pristina                         | Servië                 |
| PRY  | FAWB | Wonderboom                     | Pretoria                         | Zuid-Afrika            |
| PSA  | LIRP | Galileo Galilei                | Pisa                             | Italië                 |
| PSM  | KPSM | Portsmouth Pease Intl          | Portsmouth                       | Verenigde Staten       |
| PSP  | KPSP | Palm Springs International     | Palm Springs                     | Verenigde Staten       |
| PSR  | LIBP | Abruzzo                        | Pescara                          | Italië                 |
| PTP  | TFFR | Le Raizet                      | Pointe-à-Pitre                   | Guadeloupe             |
| PTY  | MPTO | Tocumen                        | Panama-Stad                      | Panama                 |
| PUF  | LFBP | Pyrenees                       | Pau                              | Frankrijk              |
| PUJ  | MDPC | Punta Cana International       | Punta Cana                       | Dominicaanse Republiek |
| PUQ  | SCCI | Carlos Ibanez Del Campo Intl   | Punta Arenas                     | Chili                  |
| PUS  | RKPK | Gimhae                         | Pusan                            | Zuid-Korea             |
| PUY  | LDPL | Pula                           | Pula                             | Kroatië                |
| PVG  | ZSPD | Pudong Sjanghai                | Shanghai                         | China                  |
| PVR  | MMPR | G.Diaz Ordaz Intl              | Puerto Vallarta                  | Mexico                 |
| PXO  | LPPS | Porto Santo                    | Porto Santo                      | Portugal               |
| PZU  | HSPN | Port Sudan                     | Port Sudan                       | Soedan                 |

A · B · C · D · E · F · G · H · I · J · K · L · M · N · O · P · Q · R · S · T · U · V · W · X · Y · Z · (alles)